# Menir de Mac Abraão
O Menir de Mac Abraão localiza-se na freguesia de Vila de Frades, Município da Vidigueira, distrito de Beja, em Portugal.

## História
Encontra-se classificado como Imóvel de Interesse Público pelo Decreto 29/90, publicado no DR nº 163, de 17 de julho de 1990.
Atualmente, encontra-se derrubado e semi-soterrado.

## Características
Trata-se de um monumento megalítico do tipo menir. De forma fálica, é um monólito subelipsoidal, de granito porfiróide, com as dimensões de aproximadamente 2,70 metros de comprimento na parte exposta por 1,50 metro de diâmetro maior, supondo-se que possua cerca de quatro metros de altura.